# Ванхауке, Харм
Харм Ванхауке (нидерл. Harm Vanhoucke; род. 17 июня 1997, Кортрейк, Бельгия) — бельгийский профессиональный  шоссейный велогонщик, выступающий за команду мирового тура «Lotto Soudal».

## Достижения
2015
1-й — Этап 1 Tour de Flandre-Orientale
3-й Tour de Haute-Autriche juniors (юниоры)
10-й Гран-при Генерала Паттона — Генеральная классификация (юниоры)
2016
1-й Джиро ди Ломбардия U23
1-й — Этап 2 Тур Савойи
4-й Тур Эльзаса — Генеральная классификация
9-й Тур де л’Авенир — Генеральная классификация
2017
1-й Flèche ardennaise
1-й Вуэльта Наварры — Генеральная классификация (юниоры)
1-й — Этап 2
1-й — Этап 3 Джиро дель Валле-д’Аоста
3-й Тур Савойи 
4-й Велогонка Мира U-23 — Генеральная классификация
4-й Ronde de l'Isard — Генеральная классификация
2018
3-й Чемпионат Бельгии — Индивидуальная гонка U23
6-й Тур дю Юра — Генеральная классификация